# Nowosolna (gemeente)

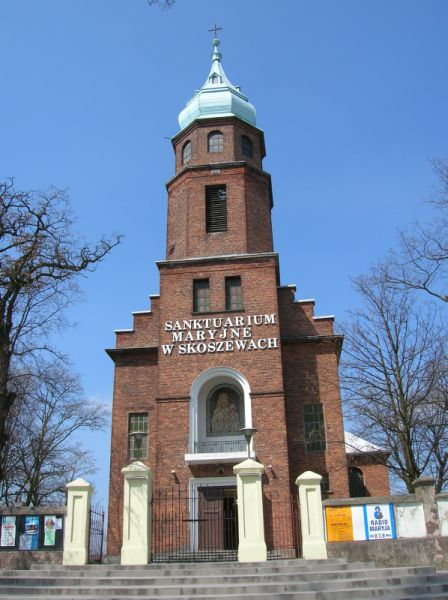
Kerk in Nowosolna

De gemeente Nowosolna is een landgemeente in het Poolse woiwodschap Łódź, in powiat Łódzki wschodni.
De zetel van de gemeente is in Łódź.
Op 30 juni 2004 telde de gemeente 3579 inwoners.

## Oppervlakte gegevens
In 2002 bedroeg de totale oppervlakte van gemeente Nowosolna 53,98 km², waarvan:
- agrarisch gebied: 70%
- bossen: 23%

De gemeente beslaat 10,81% van de totale oppervlakte van de powiat.

## Demografie
Stand op 30 juni 2004:
| Omschrijving                   | Totaal | Totaal | Vrouwen | Vrouwen | Mannen | Mannen |
| ------------------------------ | ------ | ------ | ------- | ------- | ------ | ------ |
| eenheid                        | aantal | %      | aantal  | %       | aantal | %      |
| inwoners                       | 3579   | 100    | 1842    | 51,5    | 1737   | 48,5   |
| bevolkingsdichtheid (inw./km²) | 66,3   | 66,3   | 34,1    | 34,1    | 32,2   | 32,2   |

In 2002 bedroeg het gemiddelde inkomen per inwoner 1895,77 zł.

## Plaatsen
Boginia, Borchówka, Borki, Byszewy, Dąbrowa, Dąbrówka, Dobieszków, Głogowiec, Grabina, Janów, Kalonka, Kopanka, Ksawerów, Lipiny, Moskwa, Natolin, Niecki, Nowe Skoszewy, Plichtów, Stare Skoszewy, Teolin, Wiączyń Dolny, Wódka.

## Aangrenzende gemeenten
Andrespol, Brzeziny, Łódź, Stryków